# High School Musical
High School Musical é um telefilme americano do gênero musical de 2006 e a primeira parte da trilogia High School Musical dirigida por Kenny Ortega. Foi filmado em 2005 em Salt Lake City. Após seu lançamento em 20 de janeiro de 2006, tornou-se o mais bem-sucedido filme original do Disney Channel (DCOM) já produzido, com uma seqüência de televisão, High School Musical 2, lançado em 2007 e o longa-metragem, High School Musical 3: Senior Year, lançado nos cinemas em outubro de 2008. É o primeiro DCOM a ser transmitido no cinema. A  álbum com a trilha sonora do filme foi o mais vendido nos Estados Unidos, alcançando o número 1 nas paradas americanas em 2006.
High School Musical foi o segundo filme mais assistido do Disney Channel EUA naquele ano, com 7,7 milhões de telespectadores em sua estreia nos EUA, perdendo o topo para The Cheetah Girls 2, que alcançou 8,1 milhões de telespectadores. No Reino Unido, ele recebeu 789.000 espectadores para sua estreia (e 1,2 milhão de telespectadores durante a primeira semana), tornando-se o segundo programa mais assistido para o Disney Channel (Reino Unido) de 2006. Em 29 de dezembro de 2006, tornou-se o primeiro DCOM a ser transmitido pela BBC. Globalmente, High School Musical foi visto por mais de 225 milhões de espectadores.
Com um enredo descrito pelo autor e muitos críticos como uma adaptação moderna de Romeu e Julieta, High School Musical é uma história sobre um romance no ensino médio - Troy Bolton (Zac Efron), capitão do basquete equipe, e Gabriella Montez (Vanessa Hudgens), uma tímida estudante bolsista que se destaca em matemática e ciências. Juntos, eles tentam as partes principais em seu musical do ensino médio e isso causa divisão entre todos os alunos da escola. Apesar das tentativas de outros estudantes de frustrar seus sonhos, Troy e Gabriella resistem à pressão e rivalidade dos colegas, inspirando os outros ao longo do caminho a não "manter o status de perfeito". A patricinha da escola Sharpay Evans (Ashley Tisdale) e seu irmão gêmeo Ryan (Lucas Grabeel), farão qualquer coisa não apenas para sabotar a amizade e o romance entre Troy e Gabriella, mas também para obter as pistas no musical da escola.
Em janeiro de 2016, os membros do elenco Vanessa Hudgens, Ashley Tisdale, Lucas Grabeel, Corbin Bleu e Monique Coleman reuniram-se em uma escola de ensino médio em Los Angeles (decorada para lembrar o ginásio usado no filme) para celebrar o décimo aniversário do filme. Zac Efron não pôde estar presente, mas enviou um pequeno vídeo agradecendo ao elenco, à equipe e aos fãs do filme.

## Sinopse
Na véspera de Ano Novo, os novatos Troy Bolton (Zac Efron) e Gabriella Montez (Vanessa Hudgens) se encontram em uma festa enquanto os dois adolescentes estão em uma pousada de esqui durante as férias de inverno. Na festa, os dois são chamados para cantar juntos no karaokê ("Start of Something New"). Eles descobrem que têm uma conexão e decidem trocar números antes de seguir caminhos separados.
No primeiro dia de volta à escola após o feriado de Natal, Troy vê Gabriella em sua sala de aula e ela explica que ela acabou de se mudar para Albuquerque, Novo México, e transferida para a East High School durante o intervalo. Troy então mostra Gabriella pela escola. A presidente do Clube de Teatro, Sharpay Evans (Ashley Tisdale), chega e pergunta se Gabriella está interessada em fazer audições. Querendo eliminar a concorrência, Sharpay investiga a nova garota e tem a capitã do decatlo acadêmico e presidente do Chem Club, Taylor McKessie (Monique Coleman), descobrir sobre as realizações acadêmicas passadas de Gabriella, o que faz com que ela e Gabriella se tornem grandes amigas.
Durante os treinos de basquete, Troy tem dificuldade de se concentrar, porque seus pensamentos são sobre Gabriella e a ideia de que ele pode gostar de cantar além do basquete ("Get'cha Head in the Game"). Gabriella e Troy vão para as audições musicais onde Sharpay e seu irmão gêmeo Ryan Evans (Lucas Grabeel) se apresentam ("What I've Been Looking For"), mas Troy e Gabriella são ambos muito tímidos para a audição. Quando Gabriella finalmente ganha a confiança para dar um passo adiante quando as audições não estão oficialmente "acabadas", Troy se oferece para cantar com ela, mas a professora de teatro Darbus (Alyson Reed) diz que eles estão atrasados demais e vão embora. Kelsi Nielsen (Olesya Rulin), compositora do musical, tropeça e deixa cair sua música por todo o palco. Troy e Gabriella correm para ajudá-la, e eles cantam juntos enquanto Kelsi toca piano ("What I've Been Looking For (Reprise)"). Sra. Darbus ouve-os e dá-lhes uma audição de retorno.
Quando a lista de chamada de retorno é postada, Sharpay descobre que ela tem concorrência pela liderança no musical, e o resto dos Wildcats ficam chocados que Troy fez o teste. Outros estudantes confessam suas próprias paixões e talentos secretos ("Stick to the Status Quo"), alarmando Taylor e o melhor amigo de Troy, Chad Danforth (Corbin Bleu). Desde que Gabriella concordou em se juntar ao time de decatlo acadêmico, tanto Taylor quanto Chad querem que seus companheiros de equipe se concentrem em suas próximas competições ao invés do musical. No vestiário, Troy é enganado por seus colegas de equipe dizendo que Gabriella não é importante enquanto assiste a uma videoconferência que a equipe de decatlo acadêmico montou através de uma webcam escondida em conluio com os jogadores de basquete. Gabriella fica extremamente chateada por sua traição ("When There Was Me and You") e decide não fazer o teste para o musical.
Troy fica confuso sobre por que Gabriella não queria mais fazer testes e não consegue se concentrar no jogo. Gabriella também é vista de mau humor. Percebendo seu erro, Chad e o time de basquete dizem a Troy o que aconteceu e se oferecem para apoiá-lo na audição de retorno. Troy vai para a casa de Gabriella e eles se reconciliam.
Depois de ouvir Gabriella e Troy conversando, Sharpay faz com que Darbus mude a data da apresentação para coincidir com o campeonato de basquete e o decatlo acadêmico para interferir na participação de Gabriella e Troy. Kelsi ouve a conversa e o time de basquete e o time de decatlo trabalham juntos para elaborar um plano. No dia das competições, Taylor e Gabriella usam os computadores da escola para atrasar o jogo do campeonato, mexendo com o poder no ginásio e causando uma reação química que força uma evacuação durante o decatlo. Troy e Gabriella correm para o auditório, enquanto Sharpay e Ryan terminam de tocar sua música de retorno ("Bop to the Top"), confiantes de que o plano deles funcionou. Depois da audição de Gabriella e Troy ("Breaking Free"), a Sra. Darbus dá aos dois os papéis principais, fazendo de Sharpay e Ryan suplentes.
Ambas as equipes ganham suas respectivas competições e toda a escola se reúne no ginásio para comemorar ("We're All In This Together"). Chad convida Taylor para saírem e Sharpay faz as pazes com Gabriella.

## Elenco
- Zac Efron como Troy Bolton, o namorado de Gabriella, o aluno masculino mais popular da East High School, e o capitão do time de basquete do colégio. Na véspera de Ano Novo, depois de cantar com Gabriella, ele se vê desenvolvendo uma queda por ela. Drew Seeley fornece voz para as músicas de Troy Bolton, mas Efron canta muito brevemente em cinco músicas: "Start of Something New", "What I've Been Looking For (Reprise)", "Breaking Free", "We're All in This Together" e "I Can't Take My Eyes Off of You".
- Vanessa Hudgens como Gabriella Montez, a namorada de Troy, uma nova aluna e uma das brainiacs do time de torcida escolástico. Ela desenvolve um amor por Troy depois de encontrá-lo em uma festa de Ano Novo.
- Ashley Tisdale como Sharpay Evans, irmã gêmea de Ryan e uma estudante enérgica e orgulhosa com um amor pelo teatro. Ela muito facilmente manipula seu irmão.
- Lucas Grabeel como Ryan Evans, irmão gêmeo de Sharpay. Ele é muito facilmente influenciado por sua irmã, mas não é tão malvado quanto ela, apesar de seguir seus planos de sabotar Troy e Gabriella. Ele também é mostrado por não ser particularmente inteligente, como não saber como soletrar "drama", nunca entendendo os planos de Sharpay e é admirado por Kelsi.
- Corbin Bleu como Chad Danforth, amigo de Troy, o interesse amoroso de Taylor, e é muito amigo de Jason e Zeke. Ele gosta do status popular, mas depois acaba namorando a capitã da Decathlon, Taylor.
- Monique Coleman como Taylor McKessie, amiga de Gabriella, interesse amoroso de Chad, e é muito amiga de Martha e Kelsi. Ela é a capitã do time de decatlo escolástico da escola e despreza os jogadores de basquete e líderes de torcida, acreditando que eles são cabeças-de-vento, embora mais tarde acabe saindo com Chad.
- Joey Miyashima como Dave Matsui, diretor da East High. Ele faz os anúncios da manhã todos os dias.
- Bart Johnson como Jack Bolton, pai de Troy e treinador do time de basquete. Ele tem uma antipatia mútua com a Sra. Darbus, acha que o teatro é inútil, e também acredita que Gabriella é uma distração para a carreira de basquete de Troy. No entanto, ele finalmente chega perto disso.
- Olesya Rulin como Kelsi Nielsen, uma amiga de Gabriella e Taylor e uma aluna da East High. Ela é pianista e compositora. Ela é muito tímida e é constantemente mandada por Sharpay, mas no final, ela aprende a se defender e não ser mandada por Sharpay. Ela também gosta de compor e é uma admiradora de Ryan.
- Chris Warren Jr. como Zeke Baylor, um amigo de Troy e Chad que joga no time de basquete. Ele também gosta de jogar e é um admirador da Sharpay.
- Ryne Sanborn como Jason Cross, o interesse amoroso de Martha, um dos atletas do time de decatlo escolástico e joga no time de basquete. Ele também costuma fazer perguntas mundanas na aula de Darbus. Ele é muito amigo de Troy, Chad e Zeke.
- Kaycee Stroh como Martha Cox, o interesse amoroso de Jason e um entusiasmado entusiasta que gosta de hip-hop. Ela é boa amiga de Gabriella, Taylor e Kelsi.
- Alyson Reed como Darbus, a severa professora de teatro do East High. Ela despreza os esportes e os telefones celulares, mas leva seu trabalho muito a sério, embora possa ser excessivamente dramática. Ela colide freqüentemente com Jack Bolton.
- Socorro Herrera como Lisa Montez, mãe de Gabriella. Seu trabalho fez com que ela fosse transferida com freqüência de cidade em cidade, mas ela tem a garantia de que ela e Gabriella poderão ficar em Albuquerque até Gabriella se formar no ensino médio.
- Leslie Wing Pomeroy como Lucille Bolton, mãe de Troy. Ela serve comida para Tróia em sua casa, mas é mais suficiente para Troy amá-la.
- Joyce Cohen como a Sra. Falstaff, bibliotecária da East High. Ela mantém Chad quieto na biblioteca e pega um livro para Gabriella e Sharpay lerem, mas leva seu trabalho com muito cuidado.

## Produção
High School Musical foi filmado na East High School, localizada em Salt Lake City, Utah, no auditório da Murray High School e no centro de Salt Lake City. Murray High School também foi o conjunto de várias outras produções como Take Down (1979), Read It and Weep (2006), Minutemen (2008), e High School Musical: Get in the Picture (2008).

## Recepção
Em sua estreia, o filme foi um sucesso com 7,7 milhões de telespectadores.

### Crítica
As críticas foram mistos. O site Rotten Tomatoes, deu uma classificação de 56%, enquanto o Common Sense Media classificou com 4/5 estrelas.
Kevin Carr deu ao filme uma pontuação de 3/5 dizendo: "Os cineastas estavam apenas tentando contar uma história. Sexo, drogas e violência simplesmente não influenciaram nessa equação"." Por outro lado, David Nusair deu ao filme uma crítica negativa com uma pontuação de 1,5 / 4, dizendo: "... é difícil imaginar até mesmo o mais fanático fã de musicais encontrando aqui algo que vale a pena abraçar." Scott Weinberg também deu ao filme uma crítica negativa dizendo: "Um pequeno pedaço de óbvio brutamontes que é dirigido de forma verdadeiramente horrenda e povoada por personagens de papelão que cospem chavões simplistas e canções pop ofegantes".

## Mídia doméstica
O DVD foi lançado em 23 de maio de 2006, sob o título High School Musical: Encore Edition. Criou um recorde de vendas quando 1,2 milhão de cópias foram vendidas em seus primeiros seis dias, tornando-o o filme de televisão mais vendido de todos os tempos. É, no entanto, o segundo DCOM (Disney Channel Original Movie) em DVD a ser certificado de platina em vendas de DVD, sendo o primeiro The Cheetah Girls. O DVD High School Musical também foi lançado na Austrália em 12 de julho de 2006, por meio de Walt Disney e foi lançado na Europa 2 em 4 de dezembro de 2006, onde alcançou o primeiro lugar nas paradas de DVD do Reino Unido. Também foi exibido no Disney Channel África do Sul, o mais recente canal da Disney na época no hemisfério sul. Foi o DVD mais vendido na Austrália em agosto de 2006. Além disso, Em 10 de outubro em Hong Kong. Ele também foi lançado em Taiwan em 15 de dezembro. Este é o primeiro DVD DCOM já lançado. Foi lançado no México em 10 de novembro e no Brasil em 6 de dezembro para coincidir com o Natal e a transmissão pela Rede Globo do filme. Foi lançado na Nova Zelândia em 12 de julho de 2006 e recebeu o mais popular filme pré-adolescente na Nova Zelândia em 2006.
High School Musical foi o primeiro conteúdo em vídeo de longa-metragem no iTunes Store em meados de março de 2006. Na época, estava disponível como um download de 487MB de resolução de 320x240 por US$ 9,99, após ter sido inicialmente classificado por US$ 1,99.
O Remix Edition, um 2-disco Special Edition, foi lançado em 5 de dezembro de 2006. O DVD Remix foi lançado na França em 20 de junho de 2007. Na Alemanha em 13 de setembro de 2007. O DVD Remix foi lançado no Reino Unido em 10 de setembro de 2007. A partir de 2010, o filme já havia vendido 8  milhões de unidades de DVD, ganhando uma receita operacional de US$ 100 milhões.
Apesar de ter sido filmado na relação de aspecto de 1,85: 1, os lançamentos de DVD original e Remix Edition apresentavam uma versão "full screen" de 1,33: 1 (embora não seja panorâmica e digitalizada à medida que a câmera fica diretamente no centro da imagem) do filme como mostrado no Disney Channel. A versão widescreen e de alta definição está disponível exclusivamente na Disney Blu-ray na América do Norte e vem sendo exibida no Reino Unido e Irlanda na BBC One e BBC HD e RTÉ One. A versão HD também está disponível na seção PlayStation Store Video e Sony Entertainment on-line para o mercado dos EUA.

## Números Musicais
A trilha sonora foi lançada em 10 de janeiro de 2006 e estreou no número 133 na Billboard 200, vendendo 7.469 cópias em sua primeira semana. Na terceira semana do álbum, para o gráfico datado de 11 de fevereiro de 2006, ele subiu para o número dez, e desde então subiu para o número um na Billboard 200 duas vezes (em 1 e 22 de março) e vendeu 3,8 milhões de cópias em 5 de dezembro. 2006. Dessas cópias, mais de 3 milhões de cópias foram vendidas até agosto de 2006; foi certificado platina quádruplo pela RIAA.
| Canção                                 | Cantor principal(es)                            | Outros cantores                                            |
| -------------------------------------- | ----------------------------------------------- | ---------------------------------------------------------- |
| "Start of Something New"               | Troy e Gabriella                                | —                                                          |
| "Get'cha Head in the Game"             | Troy                                            | Jogadores de basquete                                      |
| "What I've Been Looking For"           | Sharpay e Ryan                                  | —                                                          |
| "What I've Been Looking For (Reprise)" | Troy e Gabriella                                | —                                                          |
| "Stick to the Status Quo"              | Sharpay, Ryan, Zeke, Martha e Ripper            | Jocks, Brainiacs, Skater Dudes, Wildcats, Dudes e Dudettes |
| "When There Was Me and You"            | Gabriella                                       | —                                                          |
| "Start of Something New (Reprise)"     | Troy                                            | —                                                          |
| "Bop to the Top"                       | Sharpay e Ryan                                  | —                                                          |
| "Breaking Free"                        | Troy e Gabriella                                | —                                                          |
| "We're All in This Together"           | Troy, Gabriella, Ryan, Sharpay, Chad e Taylor   | Wildcats, Jocks, Brainiacs, Dudes e Dudettes               |
| "I Can't Take My Eyes Off of You"      | Troy, Gabriella, Ryan e Sharpay                 | —                                                          |
| "Counting on You"                      | Troy, Gabriella, Ryan, Sharpay, Chad and Taylor | Wildcats, Jocks, Brainiacs, Dudes e Dudettes               |
| "Get'cha Head in The Game"             | B5                                              | —                                                          |